# Chartreuse de Cologne
 (mars 2025).

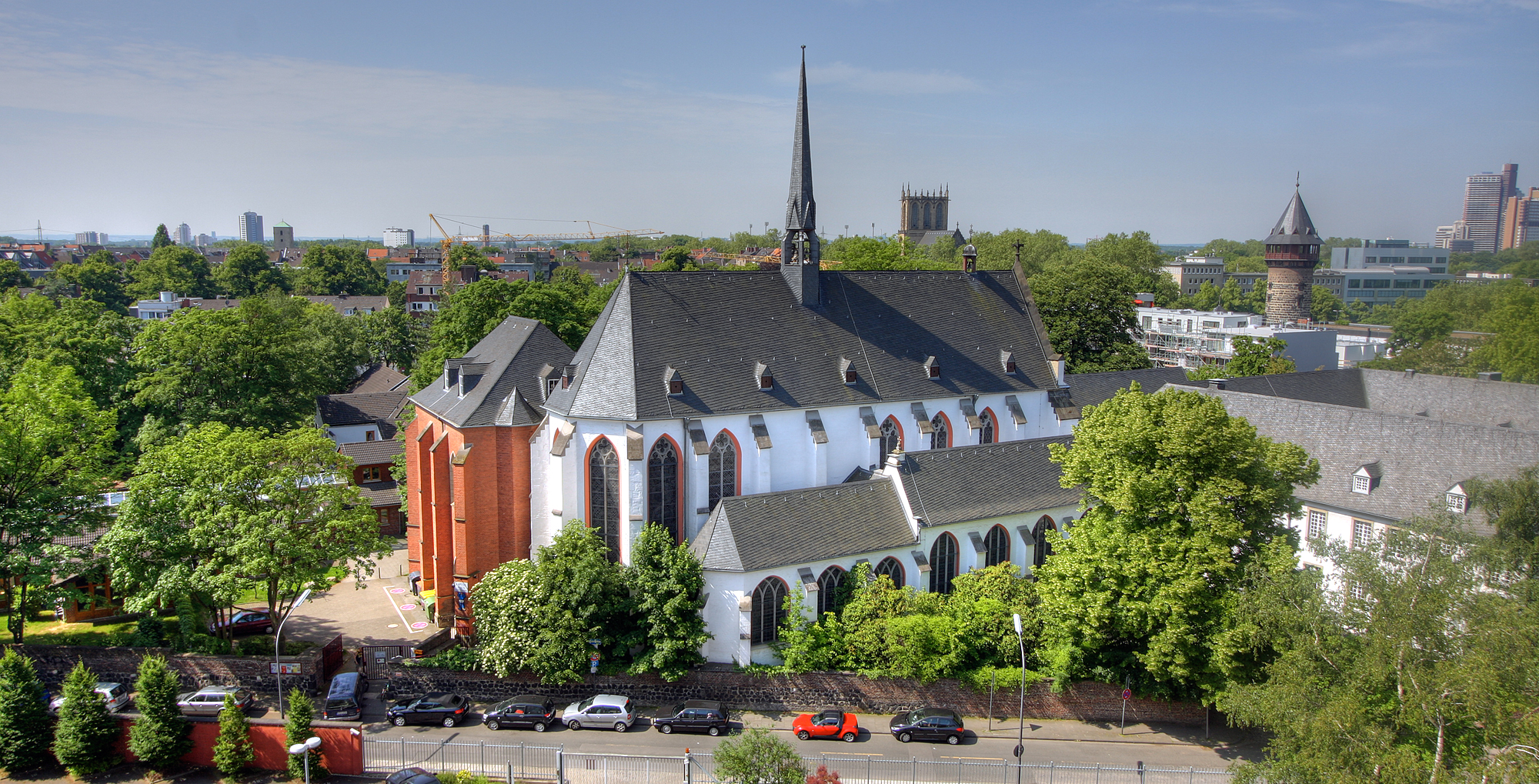
Vue de l'ancienne chartreuse de Cologne avec l'église Sainte-Barbe (St. Barbara). Les bâtiments conventuels sont à droite et à gauche se trouve la maison de la salle capitulaire en briques rouges. La sacristie se trouve contre l'église, ainsi que la chapelle Notre-Dame et la chapelle des Saints-Anges.

La chartreuse de Cologne (allemand : Kölner Kartause) est une ancienne chartreuse, c'est-à-dire un monastère de moines chartreux, qui se trouve dans le quartier Saint-Séverin (Altstadt-Süd) de la ville de Cologne en Allemagne. Elle a été fondée en 1334 sous le vocable de sainte Barbe (ou sainte Barbara) et s'est développée jusqu'à devenir la plus importante d'Allemagne ; elle a été supprimée en 1794 par les troupes révolutionnaires françaises. Elle s'est dégradée au fil du temps et a été en grande partie détruite par les bombardements américains à la fin de la Seconde Guerre mondiale. Une grande partie des bâtiments actuels est une reconstruction d'après-guerre. L'église Sainte-Barbara est dévolue désormais à la communauté protestante depuis 1928.

## Antécédents et fondation

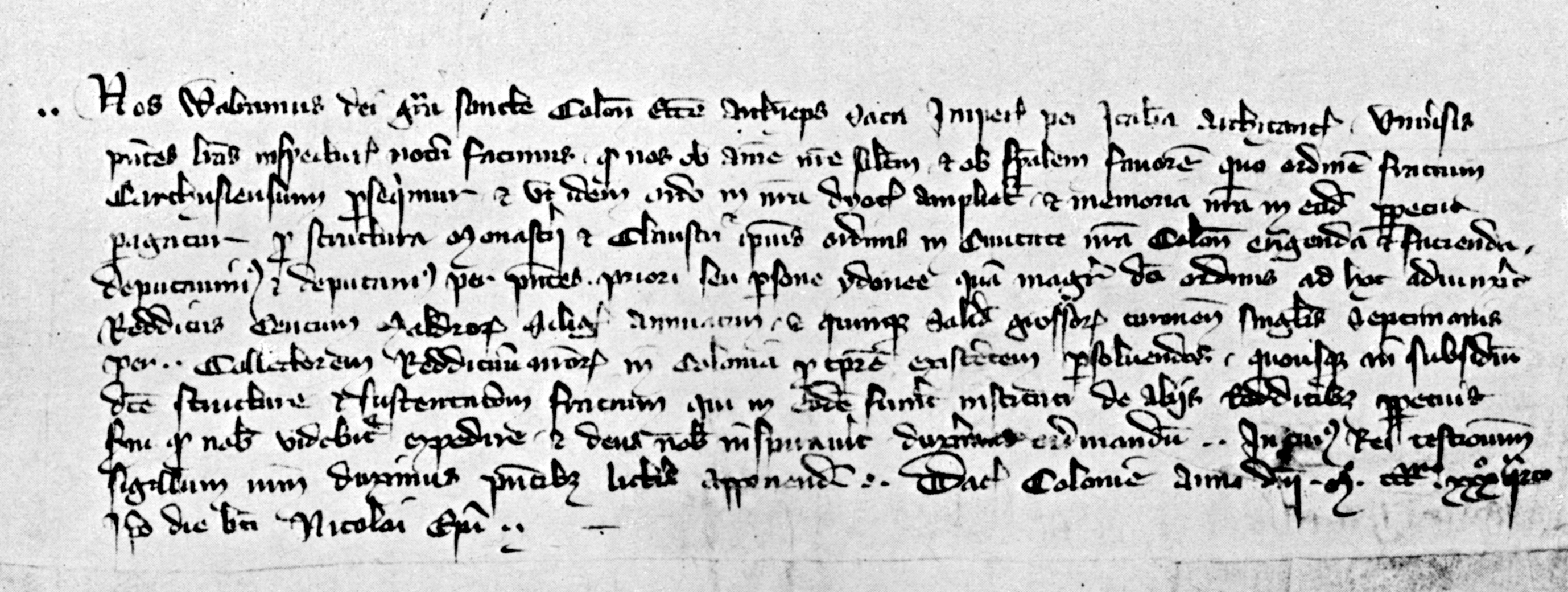
Charte de fondation du 6 décembre 1334 (sans sceaux)

Il y avait avant la chartreuse de Cologne déjà cent trente-trois chartreuses actives en Europe occidentale et en Europe centrale, dont trente en Allemagne, mais aucune dans l'archidiocèse de Cologne. Walram de Juliers, qui devint archevêque de Cologne en 1332, avait fait connaissance des chartreux en France avant d'être élevé au siège de Cologne et leur témoignait beaucoup de respect. Son désir d'en fonder une dans son diocèse s'appuyait aussi sur la réussite de la chartreuse de Mayence et de la chartreuse de Trèves qui existaient respectivement depuis 1312 et 1321-1322. De plus, saint Bruno, le fondateur de l'ordre en 1084, était lui-même né à Cologne, et pour cette raison il était important de fonder une chartreuse dans sa ville natale. La fondation intervient dans une période de piété mystique qui était aussi un âge d'or pour les chartreux en général ; ceux-ci s'établissent aussi dans un environnement urbain, sans abandonner leur vie recluse et séparée du monde.
Le 6 décembre 1334, l'archevêque Walram signe la charte de fondation de la chartreuse de Cologne.
En 1389, le Sencte Mertinsvelt (Champ de Saint-Martin) au sud du quartier Saint-Séverin est donné aux chartreux. Selon la tradition, Walram aurait vu en songe saint Martin qui lui aurait donné ses instructions en ce sens. Il y avait à cet endroit une petite chapelle du début du XIIIe siècle dédiée à sainte Barbe ; elle est donc agrandie et aménagée par les chartreux avec l'aide financière des familles patriciennes de la ville, comme les Scherffgin et les Lyskirchen. En plus les familles Lyskirchen et Overstolz font donation de terres agricoles ; c'est ainsi que les débuts matériels de la vie cartusienne sont assurés à Cologne.
Ce fut la dernière fondation monastique à Cologne, jusqu'au XVIe siècle.

## Débuts
Au début de février 1335, les six premiers moines chartreux arrivent de la chartreuse de Mayence sous la conduite de leur recteur Johannes d'Echternach. Ils placent le monastère sous le vocable de sainte Barbe, mais donnent plus tard ses reliques à leurs voisins franciscains. La première tâche des chartreux est de bâtir les bâtiments essentiels à leur vie de communauté. Le monastère est formellement intégré à l'ordre en 1338 et Johannes d'Echternach est remplacé au chapitre général par un premier prieur du nom d'Heinrich Sternenberg. Le premier prieur à être élu par la communauté elle-même est le moine de chœur Étienne de Coblence.
D'un point de vue économique, les débuts de la chartreuse sont difficiles. L'archevêque Walram avait plus promis qu'il n'était capable de fournir : son budget avait diminué à cause d'un conflit militaire et les moines se trouvaient donc dépendants de la générosité des familles de donateurs. Il y avait aussi des disputes récurrentes à propos des prébendes et d'autres sources de revenu avec l'abbaye Saint-Séverin voisine, dont les revenus étaient affectés par cette nouvelle chartreuse. Lorsque l'archevêque Walram meurt en 1349, la situation devient encore plus précaire ; mais finalement la chartreuse redresse la barre et voit l'arrivée constante de novices venus de familles aisées, ce qui offre des dotations supplémentaires, mais crée aussi une pénurie d'espace. Des dons sont donc demandés à partir de 1354 pour faire construire une église plus grande. L'empereur Charles IV exempte la même année les chartreux de taxes sur les matériaux de construction, ce qui permet donc de dater les commencements des travaux. Le legs en 1365 du chanoine Johannes de Brandebourg d'un terrain adjacent permet aux chartreux de construire un nouveau bâtiment pour la salle capitulaire et la bibliothèque et d'agrandir l'église.
Au début du XVe siècle, les difficultés des débuts sont enfin surmontées. La chartreuse est peu affectée par la grande peste. La nouvelle église est consacrée en 1393, prenant l'aspect qu'elle va garder jusqu'à aujourd'hui pour l'essentiel et la chartreuse entre alors dans une période de prospérité qui en fit l'un des monastères les plus riches de Cologne et de ses environs. En 1409, des chartreux de Cologne fondent la chartreuse d'Astheim en Bavière.

## Développement et âge d'or

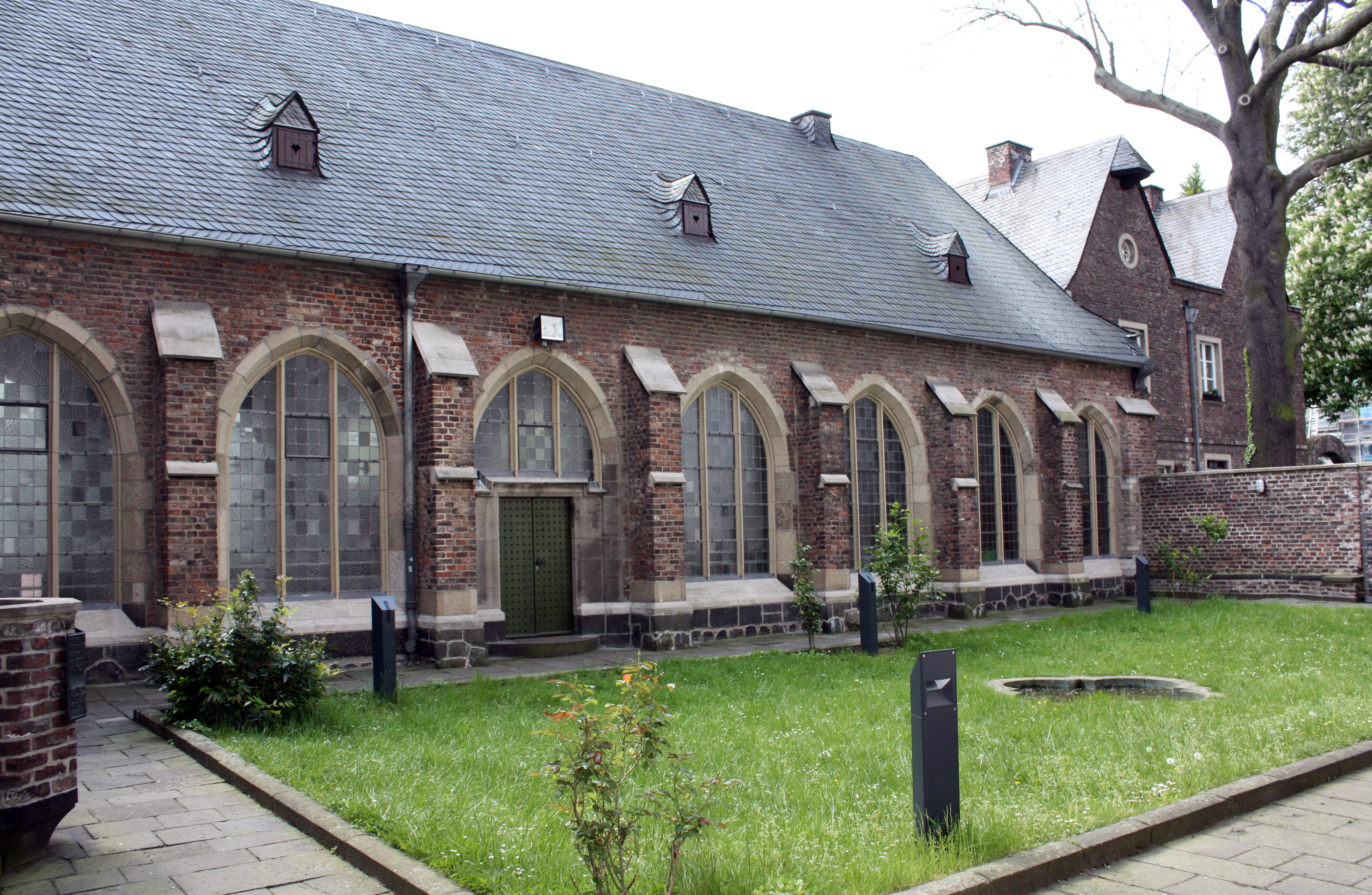
Restes du petit cloître (Est)

La construction et la dédicace de l'église ont lieu sous le priorat d'Hermann de Deventer. Elle comprend de nombreux autels latéraux et elle est richement décorée pour la gloire de Dieu ; alors que normalement une église cartusienne ne doit comporter que le maître-autel et doit être dépouillée. En fait, le très grand nombre de moines de chœur (qui sont donc prêtres) explique ce fait. Alors que la plupart des chartreuses n'accueillaient que douze moines (plus le prieur) au maximum, celle-ci tranchait en en accueillant un grand nombre qui étaient donc bien évidemment tenus à leur messe quotidienne (les concélébrations n'existaient pas avant le concile Vatican II). Le monastère s'étend avec la construction de la chapelle Notre-Dame et de la Chapelle des Saints-Anges, ainsi que vingt-cinq cellules (maisonnettes individuelles) de pierre remplaçant petit à petit les modestes cabanes de bois et de plâtres du début. Le réfectoire servant aux repas des dimanches et fêtes et le cloître sont construits également en pierre.
Les moines suivent selon leur règle austère une vie strictement contemplative pour laquelle l'étude est d'une importance particulière. Grâce aux dons de livres et à l'entrée dans la communauté de jeunes gens éduqués dont beaucoup sortent des universités voisines et qui apportent avec eux leurs livres et manuscrits, la chartreuse de Cologne possède au milieu du XVe siècle la collection de manuscrit la plus importante de la ville. Les moines pouvaient recopier les manuscrits dans leur propre cellule, ce qui n'étaient pas le cas dans les autres monastères (comme les bénédictins) où ce travail ne s'effectuait que dans le scriptorium ou la bibliothèque.
Les chartreux de Cologne acquièrent un certain prestige au sein de leur ordre à cette époque, à tel point que leur prieur, Roland von Luysteringen, est envoyé comme représentant des chartreux au concile de Constance, où il meurt malencontreusement de la lèpre. Le pape Martin V place directement la chartreuse sous l'autorité pontificale en 1425, la libérant ainsi de la juridiction du prince-archevêque.
Cette période florissante se termine avec l'incendie catastrophique du 6 novembre 1451 qui détruit la salle capitulaire et des bâtiments proches, y compris la bibliothèque et tout son contenu. Seuls les quelques manuscrits qui se trouvaient dans les cellules pour être recopiés sont épargnés.

## Restauration
Des dons généreux, en particulier de la part de Peter Rinck, recteur de l'université de Cologne, permettent de reconstruire la maison du chapitre et la bibliothèque en deux ans ; mais il faut de longues années pour compenser la perte des livres et manuscrits. De nouveaux manuscrits sont acquis ou empruntés pour être copiés par les moines ou par des copistes rémunérés. Le prieur Hermann d'Appeldorn (1457–1472) dirige cette période de reconstruction avec acuité ; il est honoré à sa mort comme reformator et recuperator hujus domus. Sous son priorat, non seulement la bibliothèque est grandement restaurée, mais une nouvelle porterie est construite et un tableau d'autel est commandé à Meister Christoph pour l'autel des Anges de l'église.

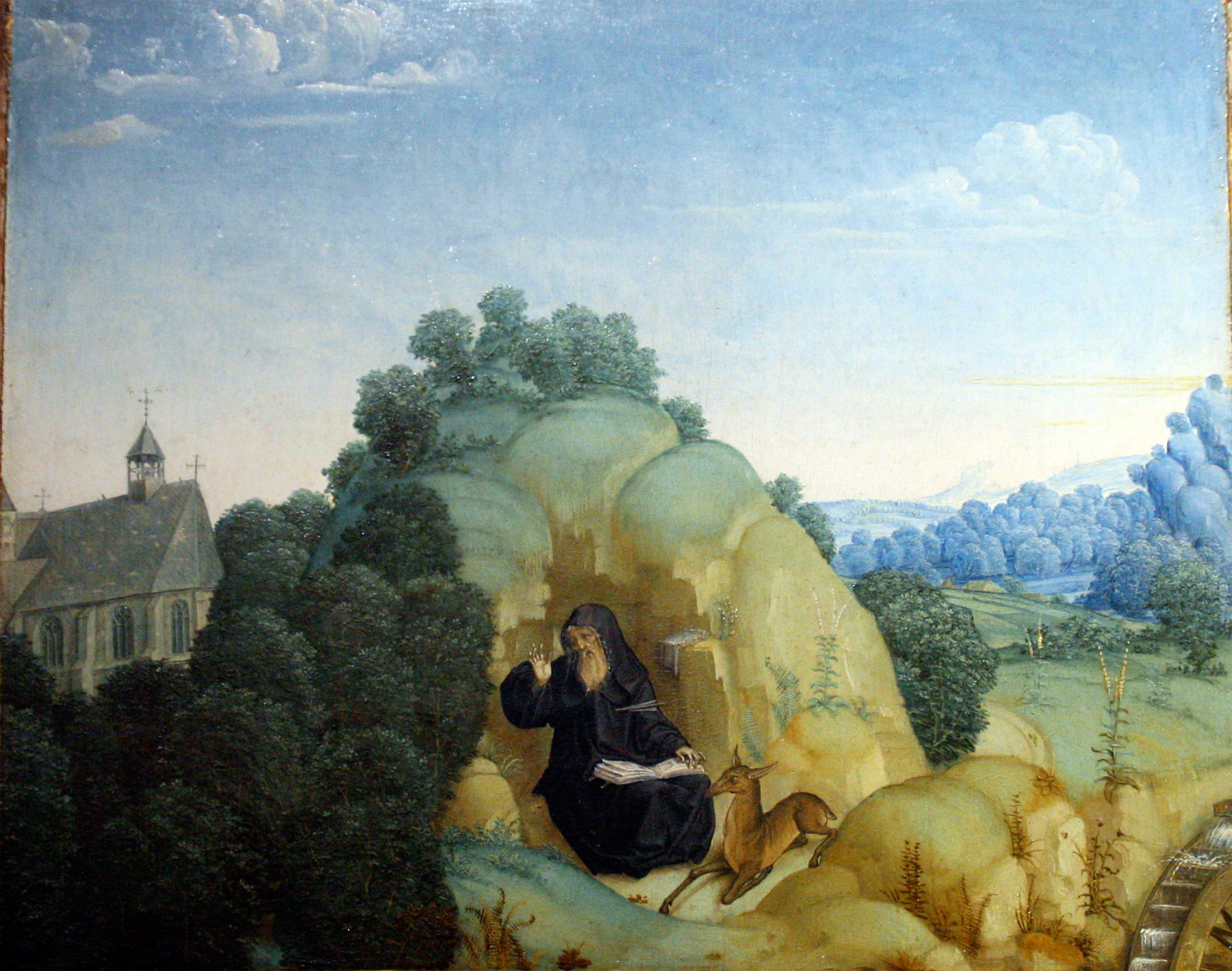
Vue d'un des deux triptyques du Maître du Retable de saint Barthélemy, avec une représentation de la chartreuse de Cologne

En 1459, avant même que la chartreuse ait retrouvé sa prospérité, le prieur Johannes Castoris est nommé par le pape Pie II à la tête de l'abbaye Saint-Pantaléon de Cologne (bénédictine) qui était couverte de dettes. Cette mesure exceptionnelle de nommer à la tête d'une abbaye bénédictine quelqu'un d'extérieur à l'ordre, afin de redresser ses finances, montre à quel point les chartreux de Cologne étaient tenus en haute estime par les autorités ecclésiastiques de l'époque et qu'il leur était fait toute confiance, grâce à leur stricte adhésion à la discipline de leur ordre et à leur façon de vivre.
C'est également à cette époque que se côtoient à la chartreuse de Cologne des moines, tels qu'Heinrich von dem Birnbaum (mort en 1473), Heinrich von Dissen (mort en 1484), ou encore Werner Rolevinck (mort en 1502) dont les écrits sont amplement connus.

## Réforme

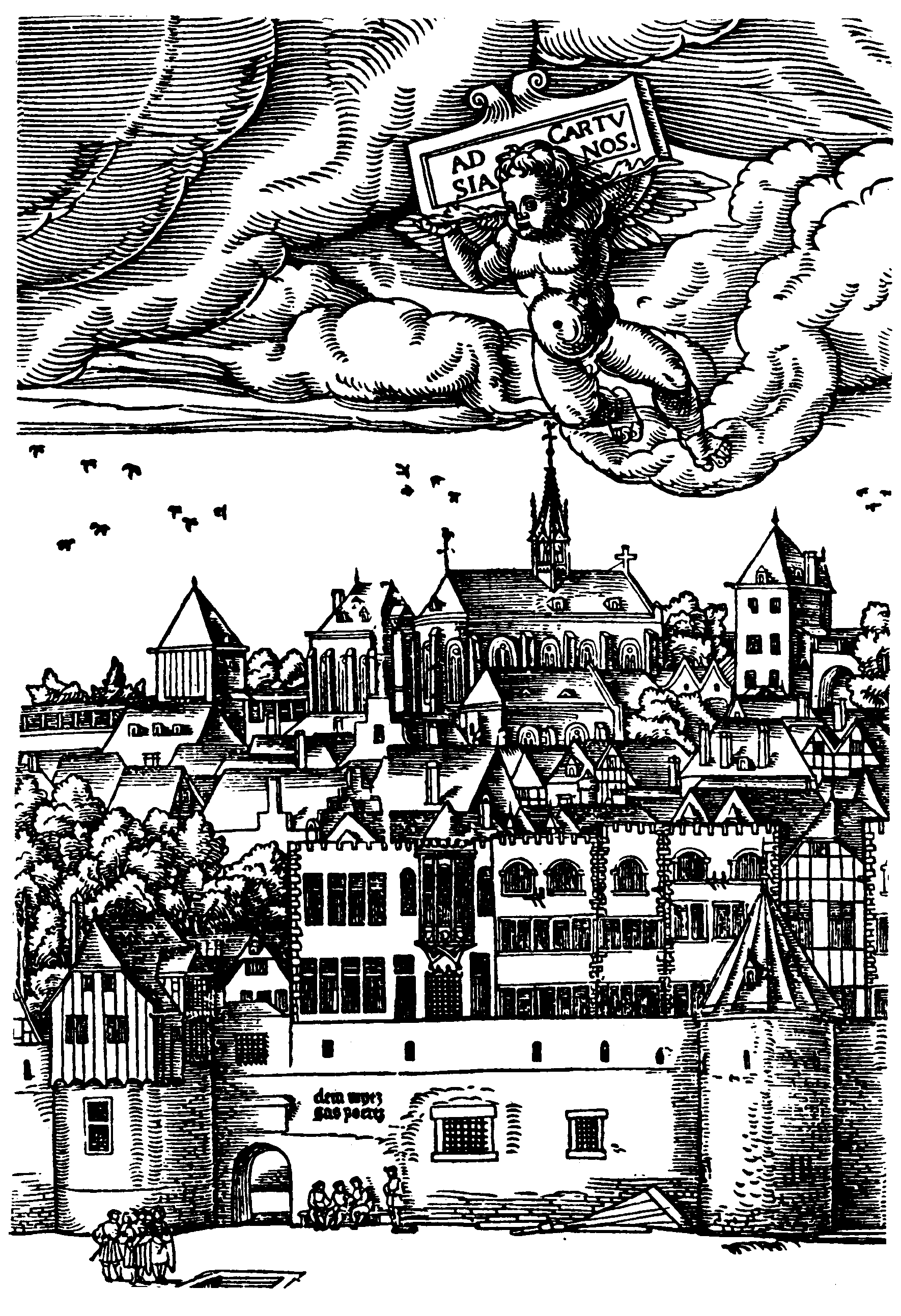
La chartreuse en 1531 avec le panorama de la ville par Anton Woensam

Sans doute à cause de la reconstruction de la bibliothèque, la chartreuse possède au début du XVIe siècle une imprimerie et un atelier de reliure. Le monastère acquiert sa configuration définitive avec l'édification en 1511 de la sacristie, du grand cloître (terminé en 1537) et de la croix du cimetière.
Le priorat de Pieter Blommeveen (Pierre Blomevenna), dit Pierre de Leyde, revêt une importance décisive dans la première moitié du XVIe siècle, alors que la Réforme protestante allait diviser et frapper tout le pays. Celui-ci était entré à la chartreuse en 1489 après avoir étudié à l'université de Cologne, et était devenu prieur en 1507. Alors qu'il était en fonction, saint Bruno (le fondateur de l'ordre) était canonisé, et comme d'autres chartreuses, celle de Cologne reçoit une partie de ses reliques, qui avaient été redécouvertes en 1502. Ægidius Gelenius répertorie dans son catalogue du trésor de la chartreuse de Cologne, publié en 1645, parmi d'autres reliques, « deux morceaux du crâne de saint Bruno ». Sous Pierre Blomevenna, une petite extension est ajoutée au Kartäuserwall qui reliait le monastère au sud, afin que les femmes (exclues de la clôture par la règle) puissent bénéficier des conseils spirituels du prieur.

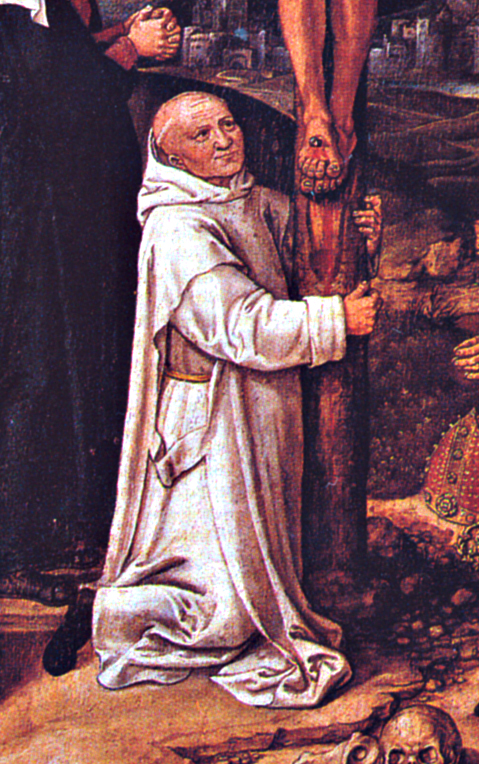
Pieter Blommeveen, prieur de 1507 à 1536 (Anton Woensam)

En 1517, Luther publie ses Quatre-vingt-quinze thèses et lance donc la Réforme protestante et une période de destruction et de troubles dans toute l'Allemagne, particulièrement dans les monastères. Beaucoup de moines se défroquent et cela concerne aussi des chartreux qui quittent leur ordre, même s'il n'y a eu qu'une seule chartreuse à se dissoudre à cette époque, la chartreuse de Nuremberg. La chartreuse de Cologne, quant à elle, demeure fidèle à ses stricts principes. Pierre Blomevenna publie des écrits en défense du catholicisme et des travaux du théologien fidèle à l'orthodoxie, Denys le Chartreux (Dionysius van Leeuw). Ses œuvres sont imprimées en 1538 par Dietrich Loher. Parce que les chartreux, selon leur règle, ne pouvaient pas prêcher, leur contribution à la défense de la foi et de la tradition catholique ne pouvait se faire essentiellement que par écrit. Lanspergius, entré à la chartreuse de Cologne au tout début du XVIe siècle et sous-prieur dans les années 1530, propage les débuts de la dévotion au Sacré-Cœur et publie ses Entretiens de Jésus-Christ avec l'âme fidèle.
Le successeur de Pierre Blomevenna, le prieur Gerhard Kalckbrenner, soutient financièrement les jésuites lorsqu'ils ouvrent une résidence pour étudiants à Cologne (1544). Cette première communauté en Allemagne est dirigée par Leonard Kessel. Les chartreux assurent également l'installation à Cologne d'une béguine mystique, Maria d'Oisterwijk, dont Gerhard Kalckbrenner partage les vues. Ses travaux et ceux de la célèbre mystique allemande Gertrude la Grande sont alors imprimés par la chartreuse de Cologne. Le jésuite saint Pierre Canisius, déjà populaire en Allemagne, est aussi à l'époque en bons termes avec les chartreux.
Pendant cette période troublée, Cologne demeure presque entièrement catholique et peu influencée par les protestants. Les écrits de Luther sont brûlés en place publique. La tentative de l'archevêque Hermann V de Wied d'introduire en 1541-1542 le protestantisme dans l'archidiocèse se heurte à une résistance importante et finalement échoue.

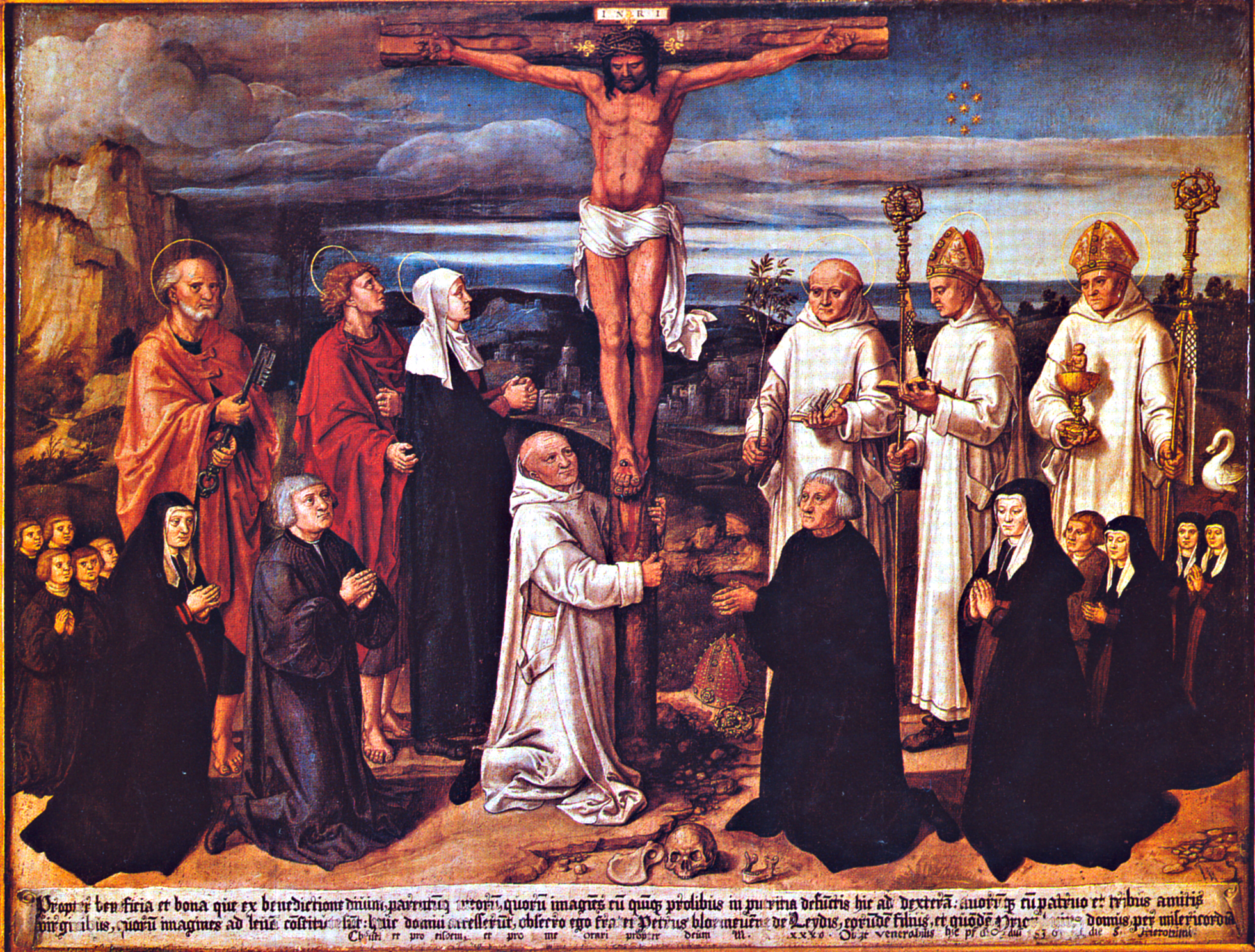
Les Chartreux de Cologne au pied du Christ en Croix (1535) par Anton Woensam
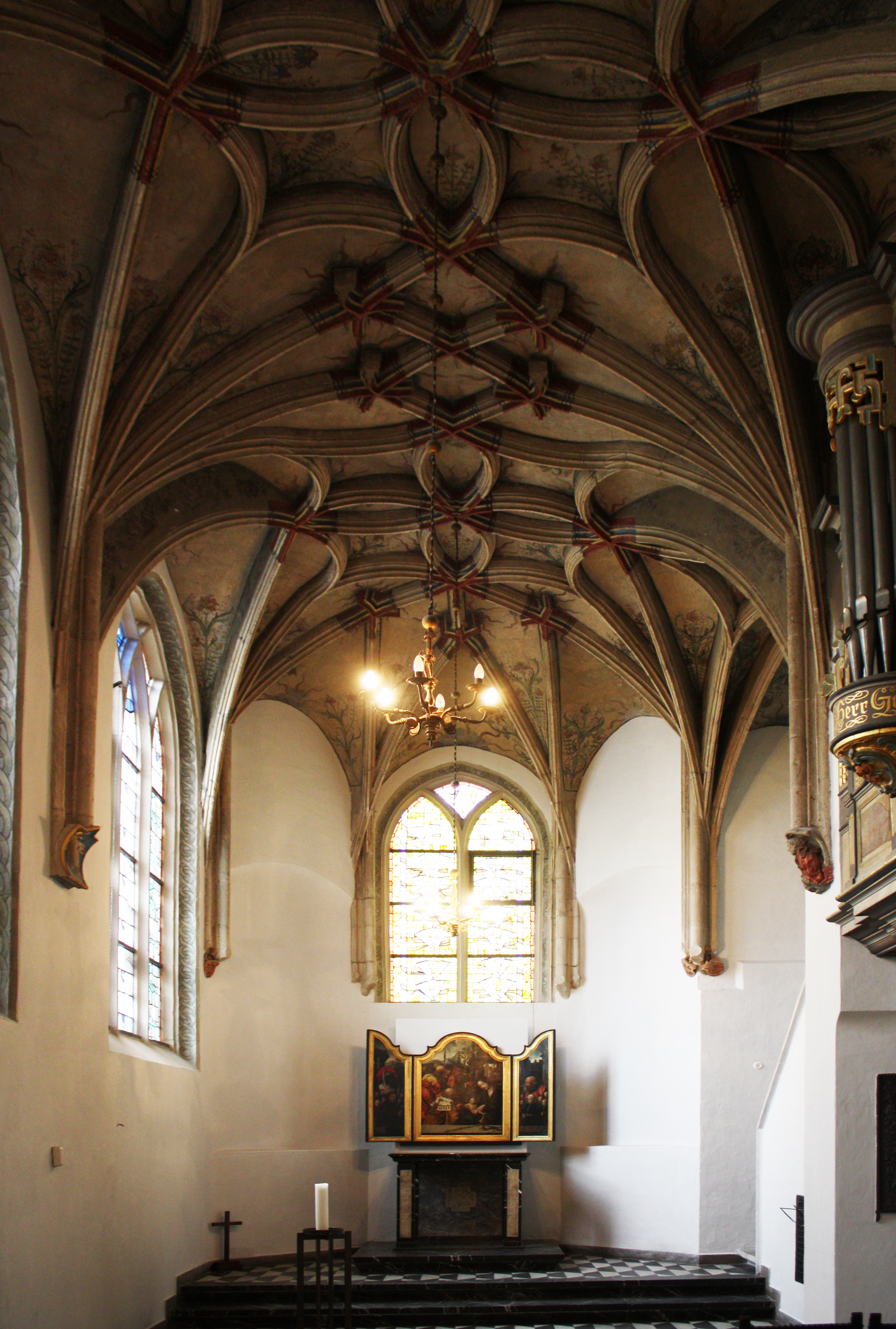
La chapelle de la famille Hardenrath de l'église des Chartreux
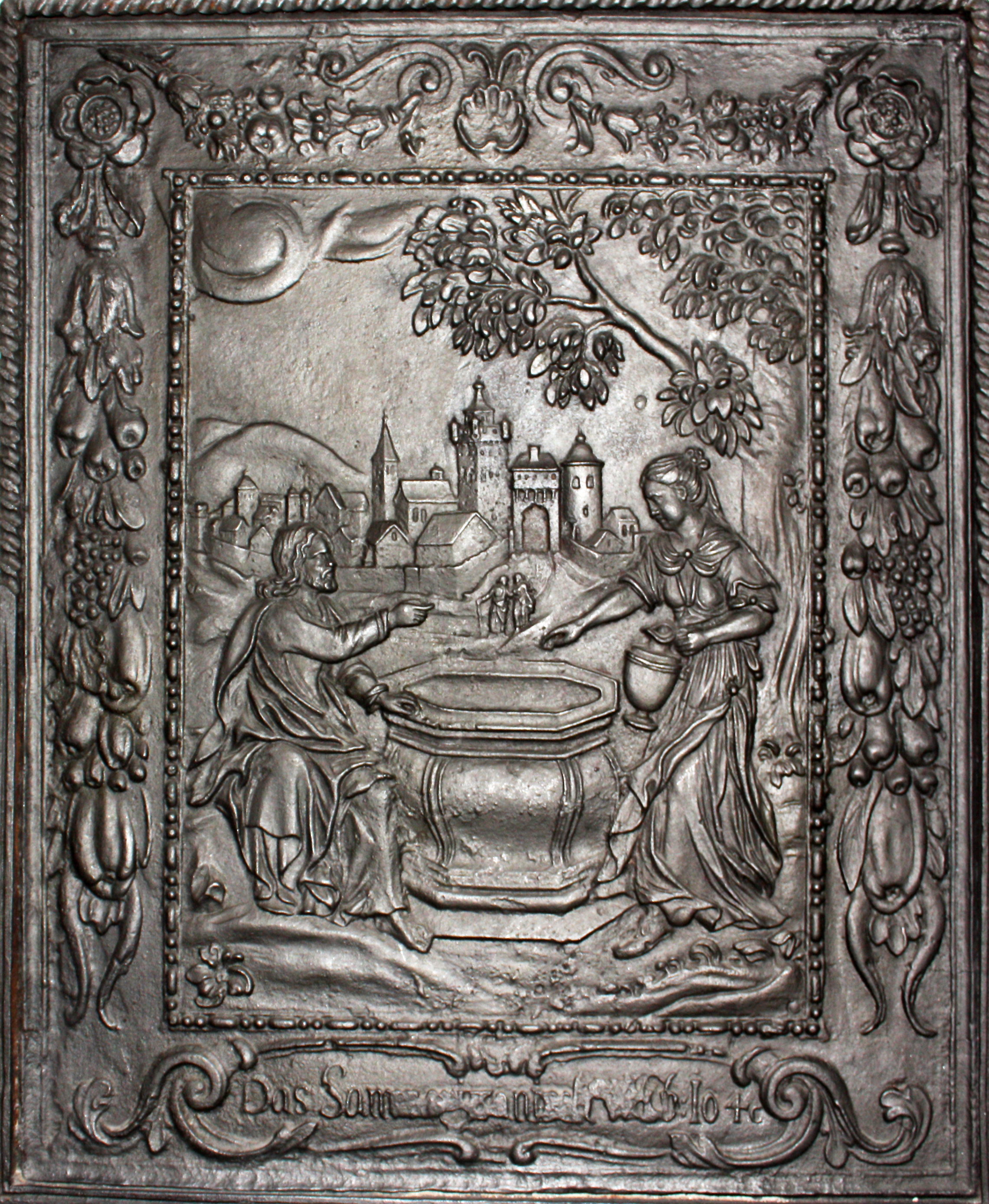
Plaque de poêle représentant Jésus et la Samaritaine (vers 1625)
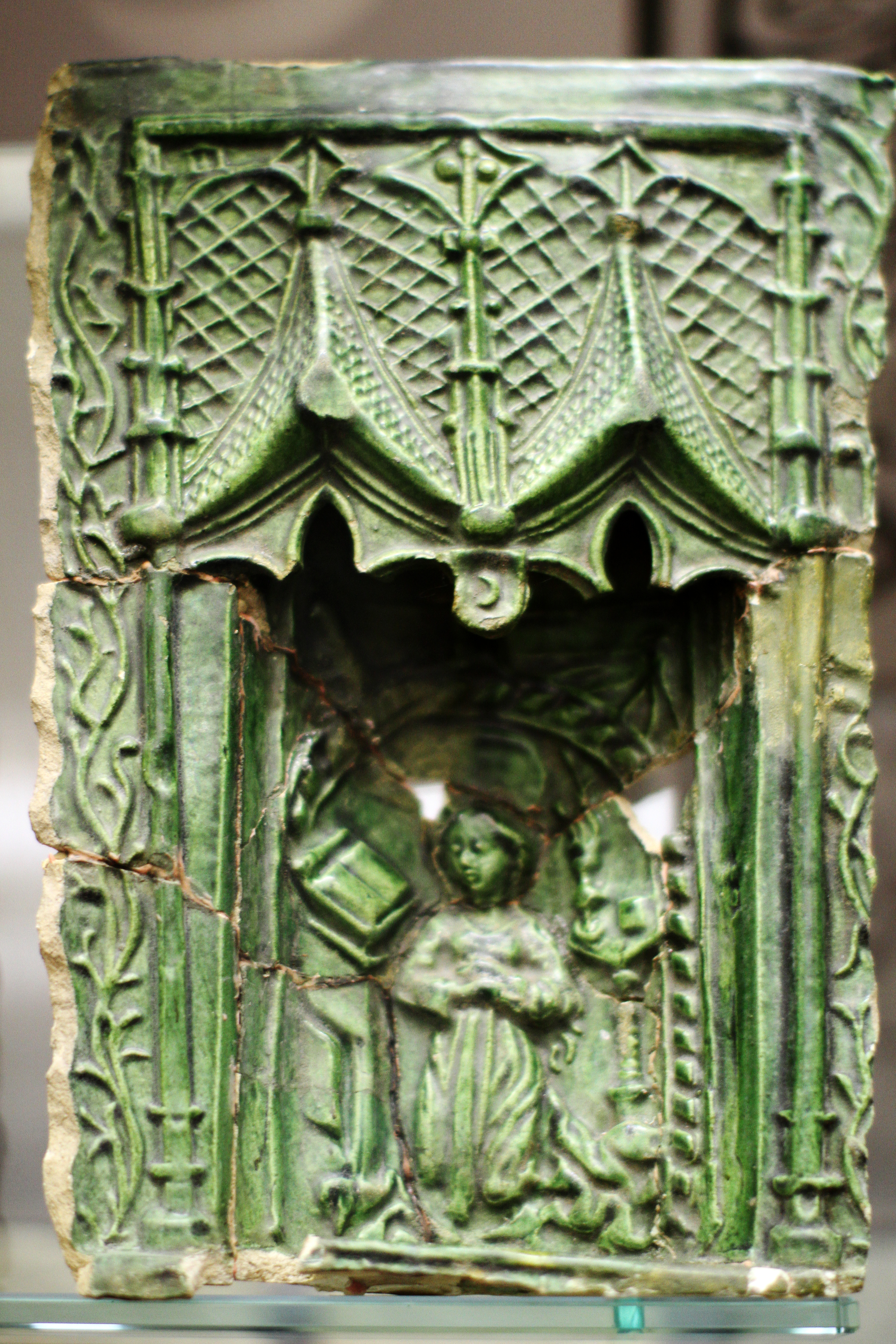
Plaque de céramique d'un poêle de masse de la chartreuse représentant la Vierge de l'Annonciation (vers 1500)

## Derniers siècles

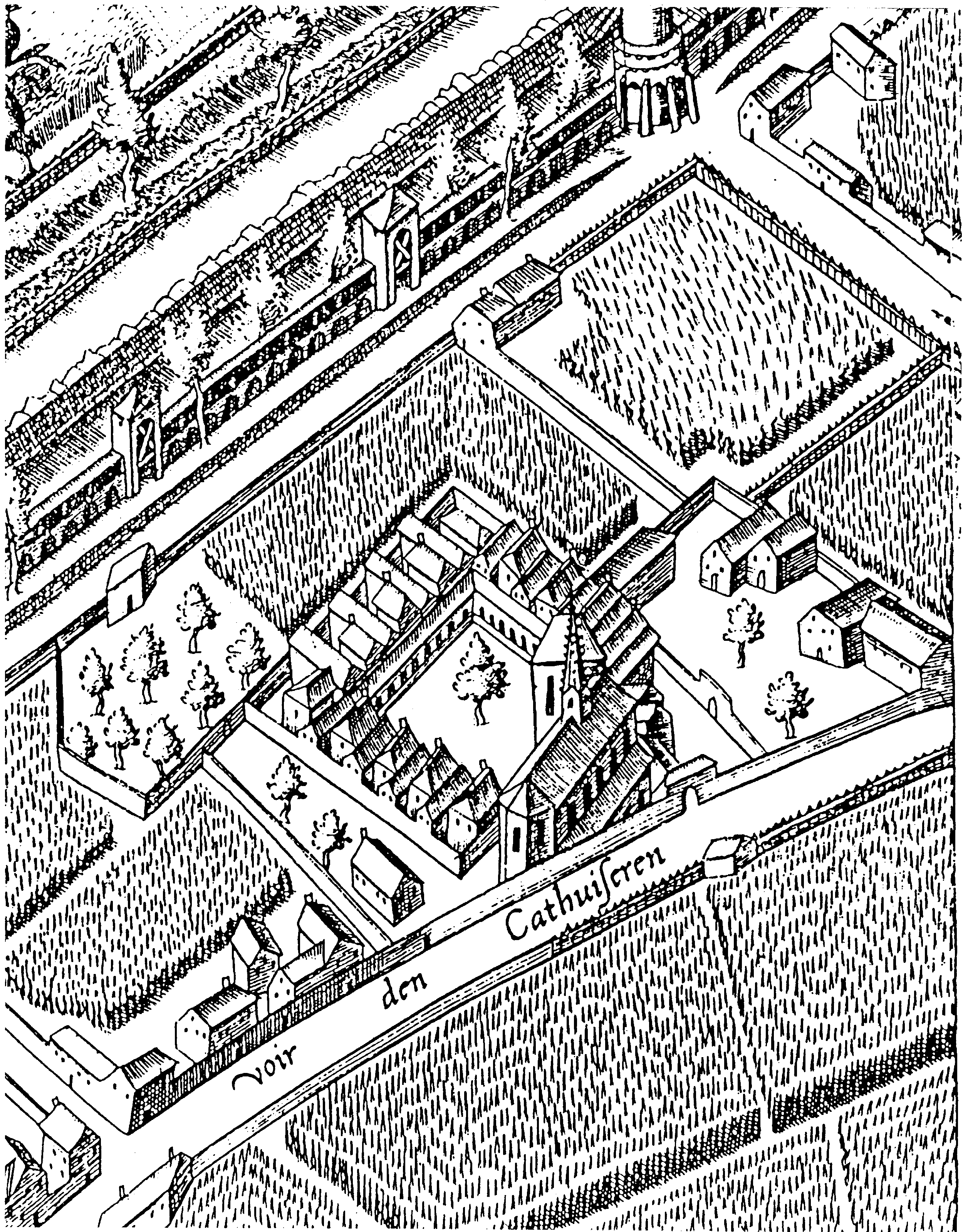
La chartreuse en 1571, plan de Mercator

Pendant le reste du XVIe siècle et tout le XVIIe siècle, le monastère se borne à quelques restaurations et réparations et à terminer la décoration de l'église. Le chartreux Johannes Reckschenkel de Trèves demeure à la chartreuse à la fin du XVIe siècle et en devient le prieur en 1580. En plus de ses écrits, il peint aussi et orne la sacristie de ses peintures ; il fait aussi refaire les cellules pour plus de confort. Mais la spiritualité des chartreux au fil du temps semble passer de mode avec sa piété stricte et le peuple se tourne vers d'autres ordres plus en phase avec les interrogations du moment. Cela a pour conséquence la baisse des offrandes et legs. Néanmoins la chartreuse de Cologne avec ses vingt-trois moines en 1630 est encore la communauté de chartreux la plus importante d'Allemagne et peut se permettre de commander encore de nouveaux autels, des verrières et de nouvelles stalles dans le goût baroque pour le réaménagement de l'église dans ce style. Certaines réparations ont lieu aussi, des cellules sont refaites et vers 1740 un nouveau bâtiment conventuel est érigé avec trois ailes du côté de la rue.
Vers 1600, la bibliothèque de la chartreuse de Cologne est l'une des plus importantes et des plus réputées de Cologne. Un catalogue de 1695 répertorie six mille six-cents volumes et leur nombre s'élève à huit mille au XVIIIe siècle. Cependant cette époque voit aussi la vente de certains manuscrits, ce qui ampute la collection.
La fin de la chartreuse commence le 6 octobre 1794 avec l'entrée à Cologne des troupes révolutionnaires françaises. Le 23 octobre suivant, le prieur Martin Firmenich reçoit l'ordre de quitter les lieux dans les vingt-quatre heures, car la chartreuse est réquisitionnée pour devenir un hôpital militaire. La chartreuse est vandalisée, de nombreuses œuvres d'art disparaissent à jamais et la collection d'archives, d'incunables et de manuscrits est volée ou disparaît en fumée. Jusqu'en 1802, année où toutes les communautés religieuses doivent se dissoudre, les chartreux ont le droit de vivre en communauté dans des logements temporaires au 19-21 Martinstraße mis à leur disposition par le bourgmestre de Cologne, Johann Jakob von Wittgenstein. Ensuite, ils doivent se disperser et vivre comme prêtres paroissiaux ou comme ils peuvent.

## Administration prussienne

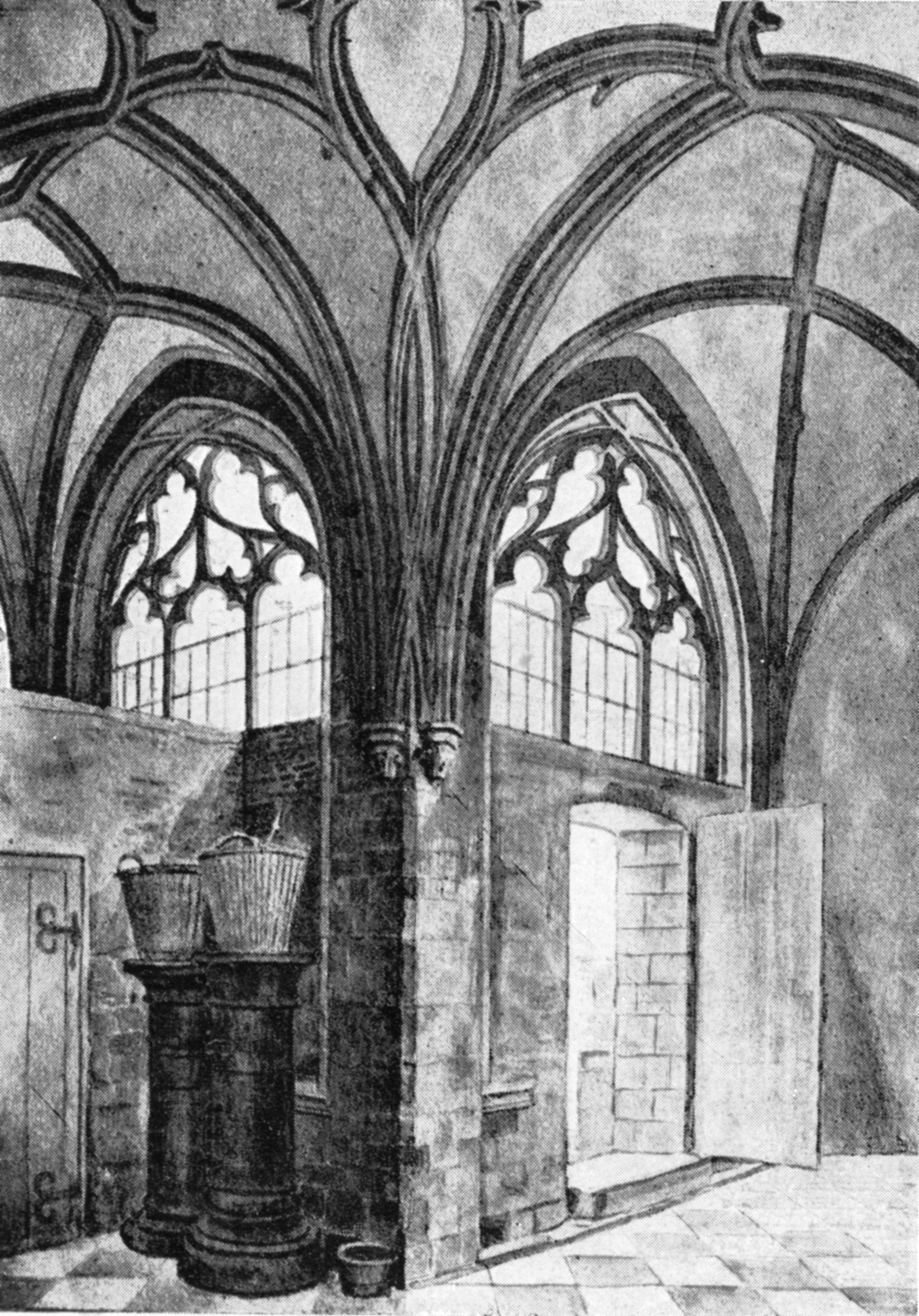
Coin du grand cloître vers 1840 (dessin de Johann-Peter Weyer)

À la différence de beaucoup d'autres monastères dans les années qui suivent leur sécularisation, les bâtiments de l'ancienne chartreuse demeurent presque à l'identique, bien qu'ils aient été utilisés comme hôpital militaire. La municipalité de Cologne les acquiert en 1810, puis les échange en 1816 contre des terrains ailleurs avec les autorités de la nouvelle administration militaire prussienne (Cologne est passée sous administration prussienne en 1815). C'est alors que les démolitions commencent. Les bâtiments conventuels servent à nouveau d'hôpital militaire, les restes des cloîtres sont utilisés pour la blanchisserie et les cuisines, tandis que l'église et la salle capitulaire servent d'arsenal, d'écuries et de remises à voitures. Vers 1827, il ne reste plus que douze baies du grand cloître. Les autels et le jubé disparaissent, les fenêtres sont murées et d'autres sont percées dans les murs si besoin est. Les décombres sont jetés dans les puits, tandis que les pierres délabrées des cryptes et du cimetière sont utilisées pour boucher les fenêtres de l'église. La signification même de la chartreuse, non seulement d'un point de vue religieux, mais aussi d'un point de vue architectural ou historique est complètement perdue. Le public demeure dans cet état de fait au moins jusqu'à la fin du XIXe siècle pour une minorité et globalement jusqu'au XXe siècle.
Ce n'est qu'en 1894 que Ludwig Arntz, maître de travaux à la cathédrale de Cologne, attire l'attention du public sur l'importance et les conditions déplorables de l'ancien complexe monastique dans un compte-rendu publié dans le Zeitschrift für christliche Kunst. Cependant cela a peu d'incidence, car l'ancienne chartreuse abrite encore un hôpital de guerre pendant la guerre de 1914-1918 et puis la plus grande partie est laissée à l'abandon.

## L'église devient protestante
Après la guerre de 1914-1918, les bâtiments passent de l'administration prussienne au Reichsvermögensverwaltung. Comme ils ne sont plus utilisés comme hôpital militaire, des discussions ont lieu pour savoir à quoi les utiliser. Il y a alors une dispute à propos de l'usage de l'ancienne abbatiale romane Saint-Pantaléon qui, après la fermeture de l'abbaye bénédictine, servait de temple protestant depuis 1818 pour la garnison prussienne et pour la petite minorité civile protestante de la ville. Les habitants demandent donc au ministère de la Guerre après le départ des troupes prussiennes que l'église Saint-Pantaléon soit restituée au culte catholique. Un décret ministériel leur rend ce droit en 1921. En compensation, la communauté protestante doit recevoir 200 000 marks ; mais la grande inflation des années 1920 rend la somme ridicule et l'idée du Regierungspräsident Philipp Brugger formulée en 1919 de donner l'ancienne église des chartreux aux protestants refait surface. Elle leur est donnée en 1928 et re-dédicacée comme protestante le 16 septembre. Les bâtiments restants sont attribués au département des Finances de Cologne-Sud.

## Destructions de 1945 et reconstructions
Dans les premières années de la Seconde Guerre mondiale, Cologne n'est que peu touchée par la guerre, puisque les pays voisins sont sous occupation allemande. La situation change à partir de la fin de l'année 1944 et la chartreuse échappe aux premiers bombardements aériens des Alliés. Le bombardement du 2 mars 1945 lui est fatal. L'église, la maison du chapitre, les cloîtres et l'ancienne maison du prieur sont très sévèrement endommagés, tandis que le mur qui longe la rue Kartäusergasse est entièrement détruit, de même que les bâtiments conventuels.
Dans les ruines, une petite structure est arrangée pour continuer les services protestants, parce que la population protestante a fortement augmenté à Cologne à cause de l'arrivée en masse de réfugiés des régions majoritairement protestantes de l'Est du pays. Le premier culte à avoir lieu dans la Trümmerkirche (« église des ruines ») se tient le 19 août 1945. L'église et ses alentours sont reconstruits en trois phases après la guerre jusqu'en 1953. Le mur donnant sur la Kartäusergasse est rebâti par les membres de la communauté paroissiale. Les anciens bâtiments conventuels qui étaient utilisés avant la guerre par le département des finances sont en partie reconstruits et occupés à partir de 1960 par l'administration de l'Église protestante de la ville de Cologne (Evangelischer Stadtkirchenverband Köln).
À partir de 1955, des parties des deux cloîtres sont restaurées ; mais une restauration complète est considérée comme impossible à cause du coût financier. La maison de la salle capitulaire n'est complètement refaite quant à elle qu'en 1985.

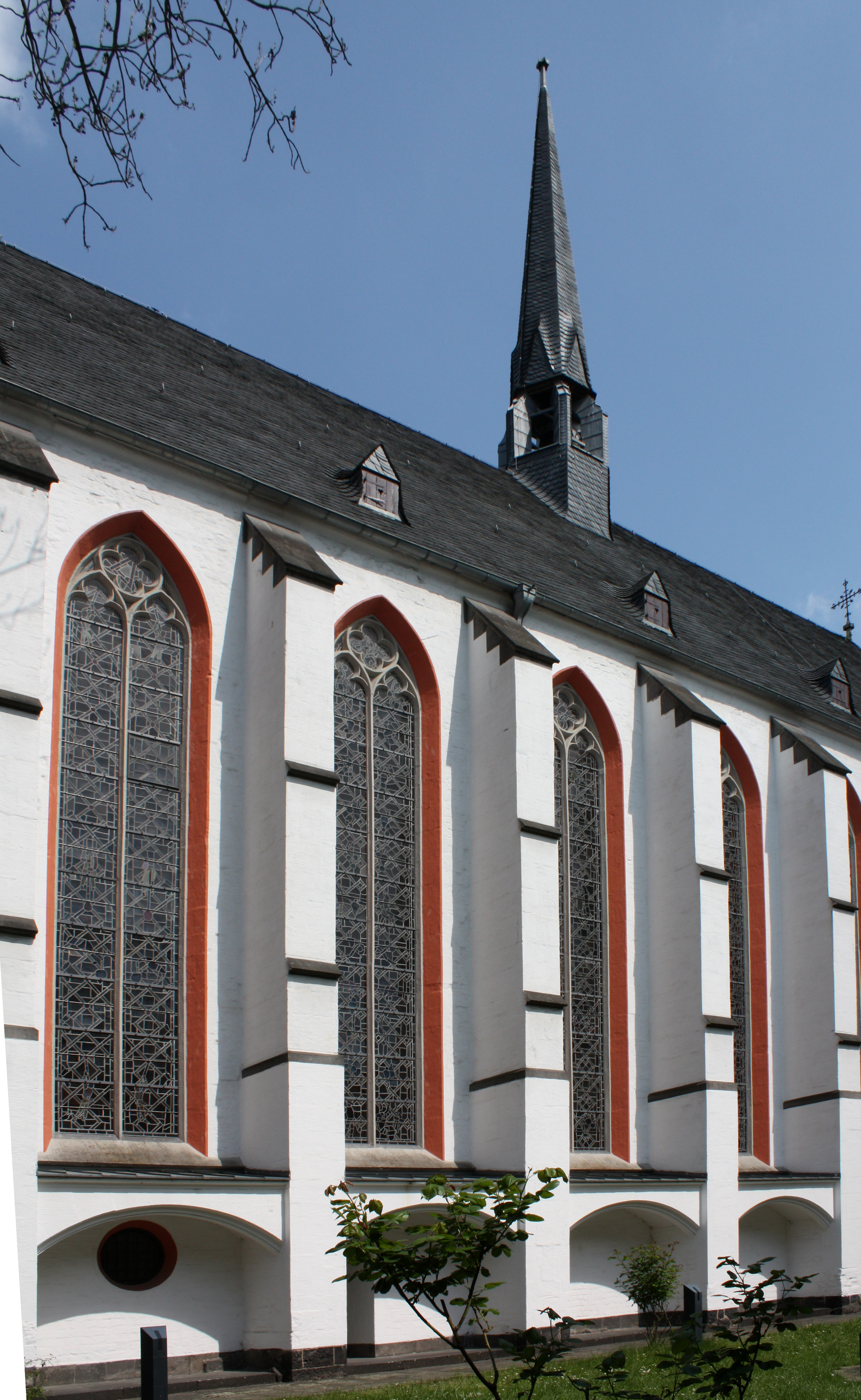
Église - côté ouest
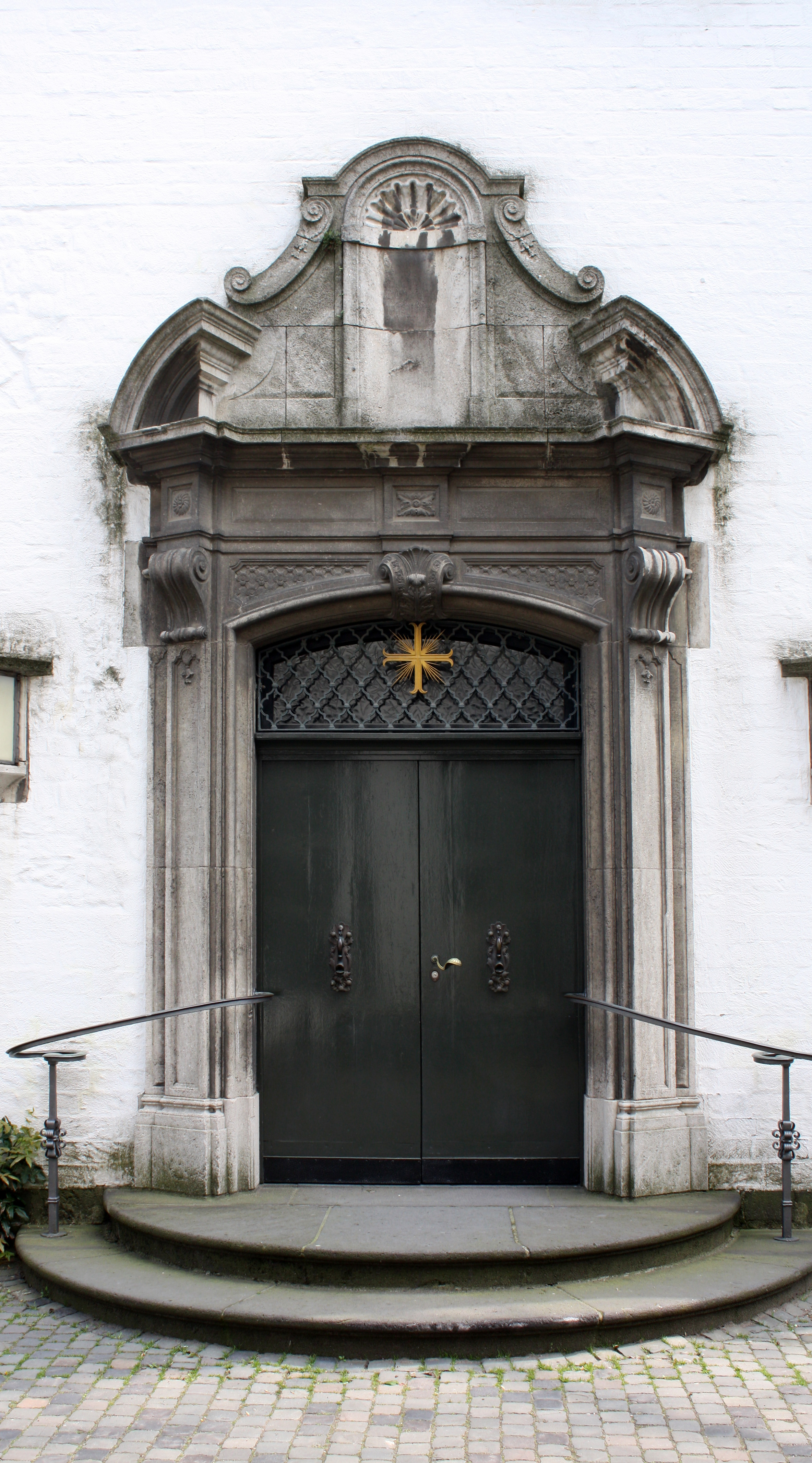
Église - portail
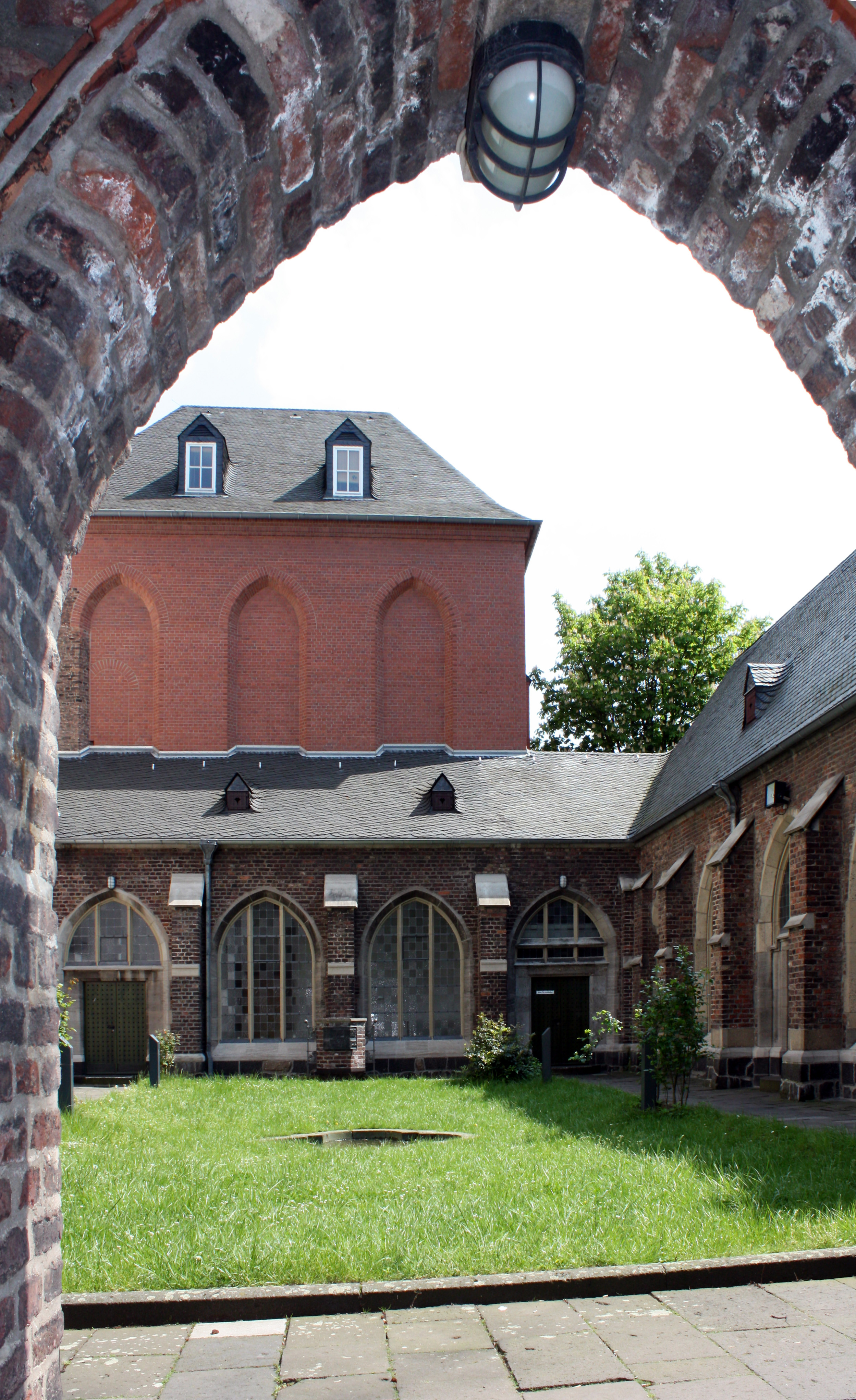
Jardin du monastère, cloître et maison de la salle capitulaire
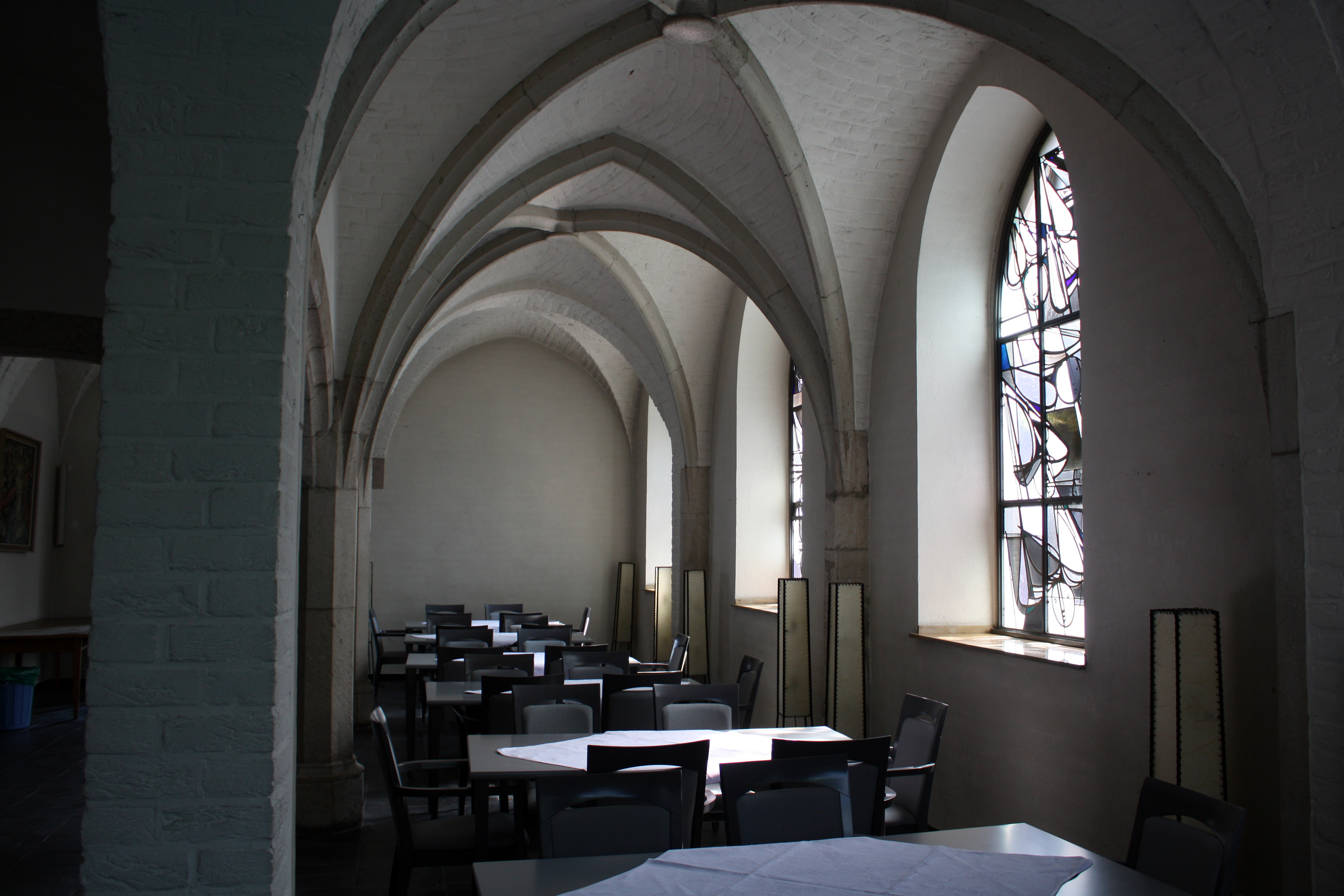
Réfectoire

## Bibliographie

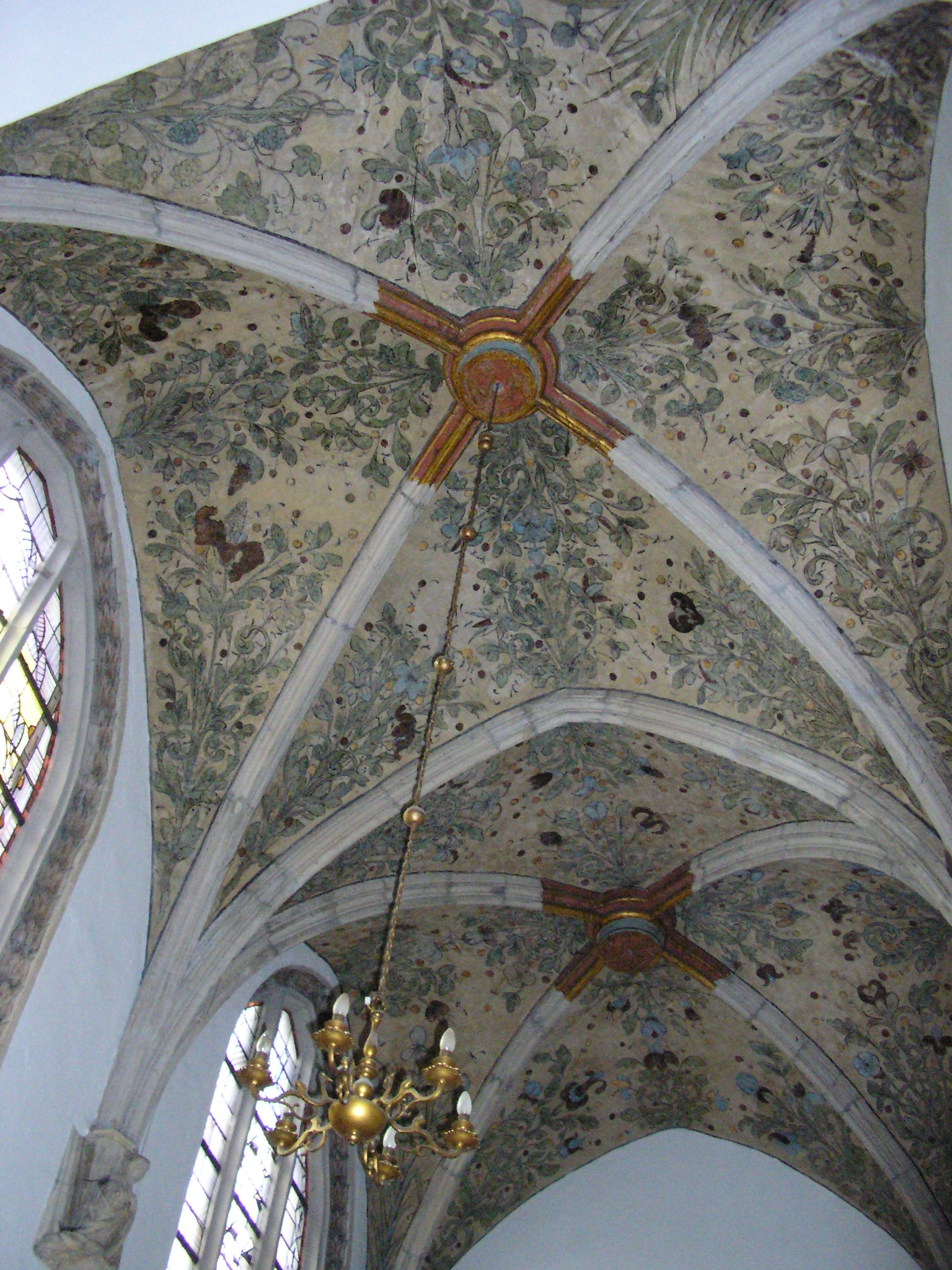
Voûtes de l'église